# Le Dentier claqueur
Le Dentier claqueur (titre original : Chattery Teeth) est une nouvelle de Stephen King parue en 1993 dans le recueil Rêves et Cauchemars mais ayant été publiée pour la première fois en 1992 dans le magazine Cemetery Dance.

## Résumé
Bill Hogan, représentant de commerce, remarque dans une épicerie du Nevada un modèle de dentier claqueur particulièrement remarquable par sa grande taille et le fait que ses dents sont métalliques au lieu d'être en plastique. Le vendeur lui en fait cadeau quand il s'avère que le jouet ne fonctionne pas. En sortant du magasin, Hogan accepte à contrecœur de prendre un autostoppeur, qui prétend s'appeler Bryan Adams. Peu après, le jeune homme le menace d'un couteau et lui ordonne de se garer dans le but de lui voler son argent et son véhicule. En parlementant avec lui, Hogan quitte la route et le véhicule fait plusieurs tonneaux.
L'autostoppeur récupère son couteau avec l'intention de tuer Hogan, coincé par sa ceinture de sécurité, quand le dentier claqueur se remet à fonctionner. Il mord violemment le jeune homme au nez, au point de le lui arracher en partie, puis à l'entrejambe. Hogan s'évanouit et, quand il revient à lui, il s'aperçoit que le dentier claqueur a rongé sa ceinture de sécurité et est en train d'emporter le corps du jeune homme dans le désert. Neuf mois plus tard, Hogan repasse dans le même magasin et y retrouve le même dentier claqueur. Désormais convaincu que le jouet est son protecteur, il le reprend avec lui.

## Genèse
Au printemps 1992, Stephen King envoie gratuitement cette nouvelle au magazine Cemetery Dance, dont il est alors un lecteur régulier, et le magazine la publie dans son numéro automnal, la présence de la nouvelle accroissant notablement la visibilité de celui-ci.

## Adaptations
Le Dentier claqueur a été adapté à la télévision en 1997 sous la forme d'un des sketchs du téléfilm Quicksilver Highway, de Mick Garris. Raphael Sbarge y joue le rôle de Bill Hogan et Silas Weir Mitchell celui de Bryan Adams.